# Walter Vogel (Archivar)
Walter Vogel (* 7. März 1909 in Göttingen; † 20. Dezember 2005 in Bonn) war ein deutscher Archivar. 

## Leben
Ab 1928 studierte er Geschichte und Anglistik an der Universität Göttingen und schrieb 1932 eine quellenkundliche Dissertation, nachdem der Preußen-Skeptiker ursprünglich mit dem Thema Bismarck und die Lüge promovieren wollte. 1934 legte er die Staatsprüfung für das Höhere Lehramt ab, 1935 die für den Höheren Archivdienst.
Vogel war zunächst freier Mitarbeiter im "Fachreferat für Sozialgeschichte" des Arbeitswissenschaftlichen Instituts AWI der DAF. Von 1936 bis 1945 war Vogel im Reichsarchiv unter der Leitung von Ernst Zipfel beschäftigt, 1940 wurde er Archivrat und arbeitete in der Abteilung von Heinrich Otto Meisner an der Verzeichnung von Archivbeständen. Ab 1943 war er mit der Auslagerung von Archivbeständen befasst. Wegen einer früheren Tuberkulose-Erkrankung wurde er nicht Soldat. Von 1946 bis 1952 arbeitete er im Staatsarchiv Osnabrück. 1952 wechselte er in das neu gegründete Bundesarchiv, wurde 1966 Archivdirektor und 1972 Leitender Archivdirektor. 1974 ging er in den Ruhestand.

## Bibliographie
- Ursula Hüllbüsch (Bearbeiterin): Publikationen von Walter Vogel. In: Mitteilungen aus dem Bundesarchiv. Heft 1/2006, o. S. online, abgerufen am 24. Oktober 2009.